# Pierre Leroy-Beaulieu (homme politique, 1798-1859)
Pour les articles homonymes, voir Pierre Leroy-Beaulieu, Leroy et Beaulieu.
Pour les autres membres de la famille, voir Famille Leroy-Beaulieu.
Pierre Leroy-Beaulieu, né le 4 août 1798 à Saint-Martin-de-Fresnay et mort le 22 août 1859 à Lisieux, est un avocat et homme politique français.

## Biographie
Fils de François Leroy, il fut sous la Restauration, procureur du roi à Lisieux. Sous Louis-Philippe, il appartient à l'administration, et fut sous-préfet de Saumur (Maine-et-Loire), puis préfet du Lot, tout dévoué à la politique de Guizot. Il avait été maire de Lisieux de 1832 à 1842.
Rentré dans la vie privée à la révolution de 1848, il fut porté, le 8 juillet 1849, comme candidat à l'Assemblée législative par les conservateurs-monarchistes du Calvados, et fut élu représentant par 33 676 voix (49 609 votants, 138 084 inscrits), contre 14 035 à Jacques Charles Dupont de l'Eure. Leroy-Beaulieu siégea à droite, s'associa à tous les votes de la majorité de l'assemblée en faveur des lois de réaction et de répression, et se rallia à la politique de l'Élysée.
Après le coup d'État, il accepta le patronage de l'administration, lors des élections de 29 février 1852 au Corps législatif, dans la 3e circonscription du Calvados, dont il devint député, par 12 517 voix (15 034 votants, 37 004 inscrits), contre 1 740 au comte de Colbert. Il contribua au rétablissement du régime impérial et vota avec la majorité dynastique. Toutefois, ses attaches orléanistes lui firent perdre, le 22 juin 1857, le bénéfice de la candidature officielle, et il échoua alors avec 2 802 voix seulement, contre 13 038 au favori du gouvernement, Renée, élu, et 2 493 à Le Metayer-Desplanches.
Il est le père d'Anatole Leroy-Beaulieu et de Paul Leroy-Beaulieu.

## Source
- « Pierre Leroy-Beaulieu (homme politique, 1798-1859) », dans Adolphe Robert et Gaston Cougny, Dictionnaire des parlementaires français, Edgar Bourloton, 1889-1891 [détail de l’édition]
- Philippe Secondy, Pierre Leroy-Beaulieu, un importateur des méthodes américaines en France, 2005